# COBRA
Pour les articles homonymes, voir Cobra (homonymie).
COBRA MK2 est un petit robot de la société ECA destiné aux missions d'inspection et d'intervention en intérieur ou en extérieur.